# 盧魯斯火山
盧魯斯火山是印度尼西亞的火山，位於爪哇島東部，行政方面由東爪哇省負責管轄，海拔高度539米，火山岩石由安山岩和粗面岩組成。